# Плавання на літніх Олімпійських іграх 2020 — 800 метрів вільним стилем (жінки)
Змагання з плавання на 800 метрів вільним стилем серед жінок на літніх Олімпійських іграх 2020 відбулися 29 і 31 липня 2021 року в Олімпійському центрі водних видів спорту. Це була чотирнадцята поспіль поява цієї дисципліни на Олімпійських іграх. Її проводили на кожній Олімпіаді, починаючи з 1968 року.

## Рекорди
Перед цими змаганнями чинні світовий і олімпійський рекорди були такими:
| Світовий рекорд     | Кейті Ледекі (USA) | 8:04.79 | Ріо-де-Жанейро, Бразилія | 12 серпня 2016 | [ 2 ] |
| Олімпійський рекорд | Кейті Ледекі (USA) | 8:04.79 | Ріо-де-Жанейро, Бразилія | 12 серпня 2016 | [ 2 ] |

## Кваліфікація
Олімпійський кваліфікаційний норматив для цієї дисципліни становить 8 хвилин 33,36 секунди. За цим нормативом від кожного Національного олімпійського комітету (NOC) можуть автоматично кваліфікуватися щонайбільше дві плавчині, виконавши його на затверджених кваліфікаційних змаганнях. Норматив олімпійського відбору становить 8 хвилини 48,76 секунди. За цим нормативом від кожного НОК може кваліфікуватися щонайбільше одна плавчиня, що посідає досить високе місце у світовому рейтингу, поки не буде вичерпано квоту для всіх плавальних дисциплін. НОК, що ще не має плавчині в жодній дисципліні, може скористатися зі свого права на універсальну квоту.

## Формат змагань
Змагання складаються з двох раундів: попередні запливи та фінал. Плавчині, що показали 8 найкращих результатів у попередніх запливах, виходять до фіналу. У тому разі, коли на останнє місце потрапляння до фіналу претендують дві чи більше плавчині з однаковим часом, передбачено перепливання.

## Розклад
Змагання тривають два дні, кожен раунд наступного дня.
Часовий пояс - японський стандартний час (UTC + 9)
| Дата     | Час   | Раунд             |
| -------- | ----- | ----------------- |
| 29 липня | 19:00 | Попередні запливи |
| 31 липня | 10:46 | Фінал             |

## Результати

### Попередні запливи
Плавчині, що показали 8 найкращих результатів незалежно від запливу, виходять до фіналу.
| Місце | Заплив | Доріжка | Плавчиня               | Країна                           | Час     | Примітки |
| ----- | ------ | ------- | ---------------------- | -------------------------------- | ------- | -------- |
| 1     | 4      | 4       | Кейті Ледекі           | США (USA)                        | 8:15.67 | Q        |
| 2     | 4      | 6       | Кейті Ґраймс           | США (USA)                        | 8:17.05 | Q        |
| 3     | 4      | 5       | Сімона Квадарелла      | Італія (ITA)                     | 8:17.32 | Q        |
| 4     | 4      | 3       | Сара Келер             | Німеччина (GER)                  | 8:17.33 | Q        |
| 5     | 3      | 6       | Анастасія Кирпичникова | Олімпійський комітет Росії (ROC) | 8:18.77 | Q        |
| 6     | 3      | 5       | Аріарн Тітмус          | Австралія (AUS)                  | 8:18.99 | Q        |
| 7     | 3      | 3       | Кіа Мелвертон          | Австралія (AUS)                  | 8:20.45 | Q        |
| 8     | 3      | 4       | Ван Цзяньцзяхе         | Китай (CHN)                      | 8:20.58 | Q        |
| 9     | 3      | 8       | Ізабель Марі Ґозе      | Німеччина (GER)                  | 8:21.79 |          |
| 10    | 3      | 1       | Лі Бінцзє              | Китай (CHN)                      | 8:22.49 |          |
| 11    | 2      | 3       | Саммер Макінтош        | Канада (CAN)                     | 8:25.04 |          |
| 12    | 4      | 8       | Мерве Тунджель         | Туреччина (TUR)                  | 8:25.62 |          |
| 13    | 3      | 2       | Айна Кешей             | Угорщина (HUN)                   | 8:26.20 |          |
| 14    | 4      | 7       | Мірея Бельмонте        | Іспанія (ESP)                    | 8:26.71 |          |
| 15    | 2      | 6       | Юлія Гасслер           | Ліхтенштейн (LIE)                | 8:26.99 |          |
| 16    | 2      | 5       | Вака Коборі            | Японія (JPN)                     | 8:28.90 |          |
| 17    | 2      | 4       | Мію Намба              | Японія (JPN)                     | 8:32.04 |          |
| 18    | 1      | 3       | Їв Томас               | Нова Зеландія (NZL)              | 8:32.51 |          |
| 19    | 1      | 4       | Крістел Кобріх         | Чилі (CHI)                       | 8:32.58 |          |
| 20    | 4      | 2       | Мартіна Караміньйолі   | Італія (ITA)                     | 8:33.15 |          |
| 21    | 2      | 7       | Хімена Перес           | Іспанія (ESP)                    | 8:33.98 |          |
| 22    | 2      | 8       | Марлене Калер          | Австрія (AUT)                    | 8:36.16 |          |
| 23    | 2      | 1       | Деніз Ертан            | Туреччина (TUR)                  | 8:36.29 |          |
| 24    | 1      | 5       | Вівіане Жунгблут       | Бразилія (BRA)                   | 8:38.88 |          |
| 25    | 2      | 2       | Таміла Голуб           | Португалія (POR)                 | 8:40.04 |          |
| 26    | 1      | 6       | Катя Файн              | Словенія (SLO)                   | 8:41.13 |          |
| 27    | 3      | 7       | Дельфіна Піньятьєло    | Аргентина (ARG)                  | 8:44.85 |          |
| 28    | 1      | 2       | Хан Та Кьон            | Південна Корея (KOR)             | 8:46.66 |          |
| 29    | 1      | 1       | Аріанна Валлоні        | Сан-Марино (SMR)                 | 8:54.78 |          |
| 30    | 1      | 7       | Нгуєн Тхі Ань Вьєн     | В'єтнам (VIE)                    | 9:03.56 |          |
| 31    | 4      | 1       | Єгорова Анна Дмитрівна | Олімпійський комітет Росії (ROC) | DNS     |          |

### Фінал
| Місце | Доріжка | Ім'я                   | Країна                           | Час     | Примітки |
| ----- | ------- | ---------------------- | -------------------------------- | ------- | -------- |
| 1     | 4       | Кейті Ледекі           | США (USA)                        | 8:12.57 |          |
| 2     | 7       | Аріарн Тітмус          | Австралія (AUS)                  | 8:13.83 | OC       |
| 3     | 3       | Сімона Квадарелла      | Італія (ITA)                     | 8:18.35 |          |
| 4     | 5       | Кейті Ґраймс           | США (USA)                        | 8:19.38 |          |
| 5     | 8       | Ван Цзяньцзяхе         | Китай (CHN)                      | 8:21.93 |          |
| 6     | 1       | Кіа Мелвертон          | Австралія (AUS)                  | 8:22.25 |          |
| 7     | 6       | Сара Келер             | Німеччина (GER)                  | 8:24.56 |          |
| 8     | 2       | Анастасія Кирпичникова | Олімпійський комітет Росії (ROC) | 8:26.30 |          |